# Saint-Ouen-sur-Iton
Saint-Ouen-sur-Iton è un comune francese di 917 abitanti situato nel dipartimento dell'Orne nella regione della Normandia.

## Società

### Evoluzione demografica
Abitanti censiti